# Fornost
Fornost (‘fortaleza del norte’ en sindarin, o Norburgo), cuyo nombre completo es Fornost Erain (‘Norburgo de los reyes’), es una ciudad ficticia creada por el escritor británico J. R. R. Tolkien como ambientación literaria de parte de los escritos de su legendarium. Se encontraba en el reino de Arnor durante la Tercera Edad del Sol de la Tierra Media.

## Ubicación
Fornost está situada a los pies de las Quebradas del Norte, en su parte más meridional. Más que una fortaleza es una ciudad amurallada y fuertemente defendida. De Fornost parte el Camino del Norte, que atraviesa Eriador hasta el puente de Tharbad.

## Historia ficticia
Eärendur, último rey de Arnor, muere en el año 861 de la Tercera Edad, y sus hijos se disputan el reino, que acaba dividido en tres. Amlaith, el primogénito, funda Arthedain con capital en Fornost, desplazando a Annúminas, y hereda todas las reliquias de Númenor, como los fragmentos de Narsil o el Anillo de Barahir, entre otros.
Tras el desmembramiento de Arnor se convirtió en la capital del reino de Arthedain y hogar de los últimos reyes de esa dinastía. Fue atacada por las fuerzas de Angmar en la Batalla de Fornost y su último rey, Arvedui, se vio obligado a huir hacia el norte, dejándola abandonada. En la época de la Guerra del Anillo sus ruinas eran temidas por los Hombres, pues la conocían como «los muros de los muertos» debido a que se creía que era un lugar poblado por fantasmas. 
Gandalf predijo que un rey volvería a habitarla, refiriéndose evidentemente a Aragorn.